# والتر يورغن شميد
والتر يورغن شميد (بالألمانية: Walter Jürgen Schmid)‏ هو دبلوماسي ألماني، ولد في 24 نوفمبر 1946 في إسلينغن آم نيكار في ألمانيا.